# Lecanora gangaliza
Lecanora gangaliza är en lavart som beskrevs av William Nylander. 
Lecanora gangaliza ingår i släktet Lecanora och familjen Lecanoraceae. Arten är reproducerande i Sverige.